# Mont Hayachine
Le mont Hayachine (早池峰山, Hayachine-san) est une montagne du Japon située dans le Nord du pays, sur l'île de Honshū, dans la région de Tōhoku. Point culminant des monts Kitakami avec 1 917 mètres d'altitude, elle fait partie des 100 montagnes célèbres du Japon.
Le kagura d'Hayachine se tient le 1er août au sanctuaire Hayachine depuis le XIVe ou le XVe siècle. Il est inscrit en 2009 au patrimoine culturel immatériel de l'UNESCO.

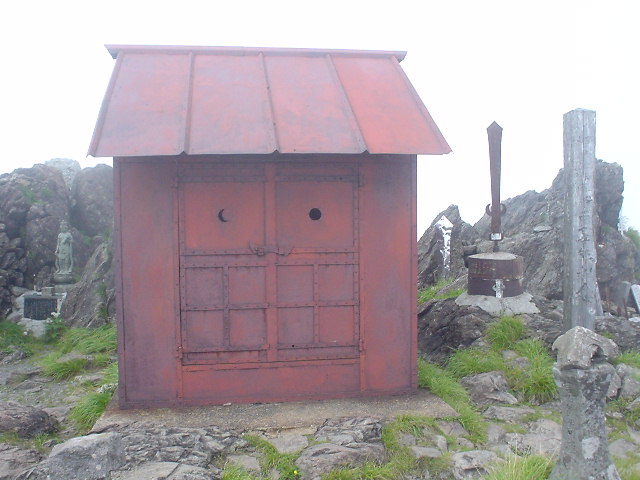
Sanctuaire sur les flancs du mont Hayachine.